# Acalyptris combretella
Acalyptris combretella là một loài bướm đêm thuộc họ Nepticulidae. Nó được miêu tả bởi Vári năm 1955. Nó được tìm thấy ở Nam Phi (nó được mô tả từ Pretoria ở Transvaal).
Ấu trùng ăn Combretum apiculatum.